# Johan Frederik Bardenfleth (1740-1811)
 Der er flere personer med dette navn, se Johan Frederik Bardenfleth.
Johan Frederik Bardenfleth (født 7. oktober 1740, død 27. januar 1811) var en dansk officer og godsejer, far til Carl, Frederik og Johan Frederik Bardenfleth.
Han var søn af daværende major ved 2. Jyske Kavaleriregiment Johan Frederik Bardenfleth (1695-1771) og Anna Elisabeth født Lasson (født 1715). Han indtrådte med 11 års alderen som kadet i regimentet, hvor faderen stod, gjorde sig her bemærket ved flid og gode anlæg for den praktiske tjeneste, protegeredes og opnåede i en alder af kun 19 år, da faderen avancerede, at få kommandoen over dennes kompagni ryttere som ritmester; 1765 blev han sekondmajor ved regimentet, der da kaldtes Jyske Kyrasserregiment, men nogle år senere fik navn af Sjællandske Regiment Ryttere, og avancerede 1779 til oberstløjtnant, 1784 til oberst. 1789 blev han generalmajor og chef for Slesvigske Regiment Ryttere, hvilken post han beklædte indtil 1808, da han udnævntes til under Carl af Hessen at føre kommandoen i Nørrejylland. Bardenfleth blev Hvid Ridder 9. februar 1808. Han ejede Harritslevgård i Fyn.
Han var to gange gift: 6. september 1771 ægtede han Sophie Magdalene de Løvenørn (25. august 1741 - 2. september 1786) og året efter hendes død søsteren, Ingeborg Dorothea de Løvenørn (31. juli 1744 - 30. september 1814), døtre af konferensråd og amtmand Frederik de Løvenørn til Bregentved og Frederikke Sophie von Holsten. Bardenfleth døde 27. januar 1811. 